# ورنبرگ-کوبلیتس
ورنبرگ-کوبلیتس (به آلمانی: Wernberg-Köblitz) یک شهر در آلمان است که در بایرن واقع شده‌است.

## خصوصیات
ورنبرگ-کوبلیتس ۶۶٫۰۳ کیلومترمربع مساحت دارد ۳۸۰–۶۰۰ متر بالاتر از سطح دریا واقع شده‌است.